# Dactylella acrochaeta
Dactylella acrochaeta är en svampart som beskrevs av Drechsler 1952. Dactylella acrochaeta ingår i släktet Dactylella och familjen vaxskålar.   Inga underarter finns listade i Catalogue of Life.